# Ulopeza conigeralis
Ulopeza conigeralis is een vlinder uit de familie van de grasmotten (Crambidae). De wetenschappelijke naam van deze soort is voor het eerst gepubliceerd in 1852 door Philipp Christoph Zeller.

## Verspreiding
De soort komt voor in tropisch Afrika.

## Waardplanten
De rups leeft op Moringa oleifera (Moringaceae).